# エルジー・クリスラー・シーガー
エルジー・クリスラー・シーガー（英語: Elzie Crisler Segar, 1894年12月8日 - 1938年10月13日、E・C・シーガーとも）はアメリカ合衆国の漫画家である。「ポパイ」の作者として知られる。

## 来歴

### 前半生
ミシシッピ河畔の小さな町・イリノイ州チェスターでユダヤ人家庭に生まれ育つ。幼少時は便利屋の子として、住宅塗装や壁紙貼りなど、父の仕事を手伝った。その一方でドラムさばきにも定評があり、地元の劇場で映画やヴォードヴィルの伴奏を務め、遂にはチェスター・オペラ・ハウスで映写技師の職を手に入れる事となる。
しかし、18歳にして漫画家への転向を決心。オハイオ州クリーブランドのW・L・エヴァンズから、漫画についての遠隔教育を受ける。仕事が終わってからというもの、午前3時まで漫画家修行に精を出したという。

### 漫画家デビュー
『イエロー・キッド』や『バスター・ブラウン』の作者である、リチャード・F・アウトコールトと出会ったシカゴに転居。アウトコールトがシカゴ・ヘラルドを紹介した事もあり、1916年3月12日、同紙にて初の連載漫画『チャーリー・チャップリンのドタバタ喜劇』がスタート、念願の漫画家デビューを果たす。連載は1年強続いたが、次いで1917年『とんまのバリー』を連載するに至る。
1918年にはウィリアム・ランドルフ・ハースト率いるシカゴ・イブニング・アメリカンへ移籍し、『宙返り』（Looping the Loop、「the Loop」とはシカゴ中心部の意味でもある）の連載が開始。同年ミルトル・ジョンソンと結婚し、2子を儲けた。1919年10月、同年のワールドシリーズに赴き、スポーツ欄で8枚の漫画を書き上げる。

### シンブル・シアターとポパイ
イブニング・アメリカンの編集長であるウィリアム・カーリーは、シーガーがニューヨークでも成功し得ると踏んだため、キング・フィーチャーズへ送り込み、以後同社で長らく執筆活動を続けることとなる。1919年12月19日ニューヨーク・ジャーナルの『シンブル・シアター』にて連載を開始。オリーブ・オイルやカスター・オイル、ホラス・ハムグレイビー（連載開始直後ハム・グレイビーと改称）が登場するこの作品は、約10年にわたり人気を博す。
1929年1月、カスターがダイス島へと航海を行うため水夫を探していたところ、造船所のそばでポパイという老水夫と出会う。最初の台詞は、水兵であるかどうかを尋ねられた際に発した、「私がカウボーイに見えるかい？」であった。当初は脇役に過ぎなかったポパイも、やがては現在まで続く人気スターとなってゆく。なお、この他にシーガーが生み出した人気キャラクターとしては、J・ウェリントン・ウィンピーやジープのユージンなどがある。

### サッポ
1920年には『ファイブ・フィフティーン』（1926年『サッポ』と改称）の連載を開始。サッポは『シンブル・シアター』日曜版の人気連載漫画となった。

### 晩年と死後
長期にわたる病気療養を経て、カリフォルニア州サンタモニカで白血病と肝臓病により死去。43歳没。
死後数10年が経過した頃からリバイバル・ブームが興り、その嚆矢となったのはウッディ・ゲルマンのノスタルジア・プレスであった。ロバート・アルトマン監督のアクション映画『ポパイ』（1980年）は、シンブル・シアターでの連載を原作としており、ジュールス・フェイファーの脚本は1971年にノスタルジア・プレスが刊行した、1936年から1937年までの作品集の復刻版に基づいている。2006年には『シンブル・シアター』での連載を全て網羅した、6巻組の復刻版を初めて刊行。
全国漫画家協会は1971年から1999年まで、エルジー・クリスラー・シーガー賞を制定。協会のウェブサイトによると、同賞は「漫画界において独特かつ顕著な貢献を行った人物に贈られる」もので、これまでチャールズ・シュルツ、ビル・ケーン、アル・カップ、ビル・ガロ及びモート・ウォーカーが受賞している。
2012年には作家のロジャー・ラングリッジと漫画家のブルース・オゼラが、『ポパイ』の限定版をIDWより刊行。

## 連載作品
| 題名                                   | 開始年月   | 終了年月   |
| -------------------------------------- | ---------- | ---------- |
| チャーリー・チャップリンのドタバタ喜劇 | 1916年3月  | 1917年4月  |
| とんまのバリー                         | 1917年4月  | 1918年4月  |
| 宙返り                                 | 1918年6月  | 1919年12月 |
| シンブル・シアター（ポパイ）           | 1919年12月 | 1938年10月 |
| ザ・ファイブ・フィフティーン（サッポ） | 1920年12月 | 1938年10月 |

## ポパイ・ピクニック
1977年、シーガーの郷里であるイリノイ州チェスターは、彼の栄誉を讃え公園にその名を冠した。公園には6フィートのポパイ像が設えられ、1980年以降毎年「ポパイ・ピクニック」と称して、映画祭などが行われている。
2006年には、町中にシーガーが生み出したキャラクターの銅像を設置する計画にも着手。ガゼボ公園にウィンピー像が建てられたのを皮切りに、2007年にオリーブ・オイルやスウィーピー、ジープの銅像がランドルフ郡庁に、2008年にはブルート像がブエナビスタ銀行の正面に完成した。この他、2009年にカスター・オイルと気まぐれ雌鶏バーナイスの銅像が、チェスター記念病院に建つ事となる。
なお、11体の銅像がシーガー生誕125周年に当たる2020年まで毎年1体ずつ完成、同年にはシーガーの胸像も建つ予定。町が発行した地図によると、以下のようになる見込み。
| 年     | キャラクター                        | 位置                       |
| ------ | ----------------------------------- | -------------------------- |
| 2010年 | シーハグ/バーナード                 | マクドナルド/ウォルマート  |
| 2011年 | コール・オイル                      | チェスター公共図書館       |
| 2012年 | ならず者アリス                      | チェスター・センター       |
| 2013年 | プーデック・パピー                  | コーエン複合ビル           |
| 2014年 | ウォタスノズル博士                  | チェスター高校             |
| 2015年 | ラフハウス                          | レイズ・ハーベスト・ハウス |
| 2016年 | 甥のピーピー/ポーピー/ピピー/プピー | チェスター小学校           |
| 2017年 | 犬のチェスター                      | チェスター消防署           |
| 2018年 | ブロゾ王                            | チェスター町役場           |
| 2019年 | 海賊パチェイ                        | ミシシッピ河畔             |
| 2020年 | エルジー・シーガーの胸像            | 生誕地                     |